# Jesse Moss
Jesse Moss (Vancouver, 4 de maio de 1983) é um ator canadense.

## Filmografia
| Filmes | Filmes                             | Filmes             | Filmes         |
| Ano    | Título                             | Papel              | Notas          |
| ------ | ---------------------------------- | ------------------ | -------------- |
| 1993   | Relentless: Mind of a Killer       | Menino Correndo    | Filme de TV    |
| 1994   | Happy, the Littlest Bunny          | (Voz)              | Vídeo          |
| 1994   | A Christmas Carol                  | (Voz)              | Vídeo          |
| 1994   | Cinderela                          | (Voz)              | Vídeo          |
| 1994   | Leo the Lion: King of the Jungle   | (Voz)              | Vídeo          |
| 1994   | Incident at Deception Ridge        | Sam Bates          | Filme de TV    |
| 1994   | Pocahontas                         | (Voz)              | Vídeo          |
| 1995   | Heidi                              | (Voz)              | Vídeo          |
| 1995   | Hercules                           | (Voz)              | Vídeo          |
| 1995   | Alice in Wonderland                | (Voz)              | Vídeo          |
| 1995   | Magic Gift of the Snowman          | (Voz)              | Vídeo          |
| 1995   | Jungle Book                        | (Voz)              | Vídeo          |
| 1995   | Curly: The Littlest Puppy          | (Voz)              | Vídeo          |
| 1995   | Snow White                         | (Voz)              | Vídeo          |
| 1995   | Black Beauty                       | (Voz)              | Vídeo          |
| 1995   | Little Red Riding Hood             | (Voz)              | Vídeo          |
| 1995   | The Nutcracker                     | (Voz)              | Vídeo          |
| 1995   | Gold Diggers                       | Adam               |                |
| 1995   | Sleeping Beauty                    | (Voz)              | Vídeo          |
| 1996   | Prisoner of Zelda, Inc.            | Colega de escola   | Filme de TV    |
| 1996   | Angel Flight Down                  | Travis Bagshaw     | Filme de TV    |
| 1996   | The Hunchback of Notre Dame        | (Voz)              | Vídeo          |
| 1997   | The Greg Louganis Story            | Garoto de 14 anos  | Filme de TV    |
| 1998   | Mummies Alive! The Legend Begins   | (Voz)              | Vídeo          |
| 1998   | Nightmare in Big Sky Country       | Dwain              |                |
| 1998   | Noah                               | Levon Waters       | Filme de TV    |
| 2000   | The Magician's House II            | Mark Morden        | Curta-metragem |
| 2000   | Ginger Snaps                       | Jason              |                |
| 2000   | Sole Survivor                      | Atendente de Gás   | Filme de TV    |
| 2001   | Speak                              | Menino mais Velho  | Curta-metragem |
| 2001   | Prozac Nation                      | Sam                |                |
| 2002   | Due East                           | Michael Yaeger     | Filme de TV    |
| 2002   | Door to Door                       | Menino sem Estoque | Filme de TV    |
| 2004   | Have You Heard? Secret Central     | Matt Mitchell      | Video          |
| 2004   | Zolar                              | Dex                | Filme de TV    |
| 2004   | Love on the Side                   | Dwayne             |                |
| 2005   | Missing in America                 | Robert W. Gardner  |                |
| 2006   | Final Destination 3                | Jason Robert Wise  |                |
| 2007   | Partition                          | Andrew Stilwell    |                |
| 2007   | Crossroads: A Story of Forgiveness | Derek              | Filme de TV    |
| 2007   | Tell Me No Lies                    | Jordan Bates       | Filme de TV    |
| 2008   | Mom, Dad and Her                   | Zach               | Filme de TV    |
| 2008   | Free Style                         | Justin Maynard     |                |
| 2009   | The Uninvited                      | Matthew Hendricks  |                |
| 2009   | Wild Cherry                        | Brad Skeetowski    |                |
| 2009   | Spectacular!                       | Nils               | Filme de TV    |
| 2010   | Tucker & Dale vs Evil              | Chad               |                |
| 2010   | Dear Mr. Gacy                      | Jason Moss         |                |
| 2010   | Merlin and the Book of Beasts      | Lysanor            | Filme de TV    |
| 2010   | Bond of Silence                    | Aaron              | Filme de TV    |
| 2011   | Iron Invader                       | Max                | Filme de TV    |
| 2011   | Garden of Evil                     | Joe                | Filme de TV    |
| 2011   | The Big Year                       | Darren             |                |
| 2012   | Duke                               | Matthew            | Filme de TV    |
| 2013   | She Made Them Do It                | McCorkle           | Filme de TV    |
| 2013   | 13 Eerie                           | Patrick            |                |
| 2013   | Stalkers                           | Brian              | Filme de TV    |
| 2013   | Vikingdom                          | Frey               |                |
| 2014   | Extraterrestrial                   | Seth               |                |
| 2014   | WolfCop                            | Líder da gangue    |                |

| Televisão | Televisão                             | Televisão                         | Televisão                                    |
| Ano       | Título                                | Papel                             | Notas                                        |
| --------- | ------------------------------------- | --------------------------------- | -------------------------------------------- |
| 1991      | Captain and the Zee Zone              | Vozes Adicionais                  | Série de TV                                  |
| 1993      | Double Dragon                         | Vozes Adicionais                  | 12 episódios                                 |
| 1994      | The Odyssey                           | O Fatman                          | Episódio: "Who Do You Believe?"              |
| 1994      | The Commish                           | Freddy                            | Episódio: "Sergeant Kelly"                   |
| 1994      | Hawkeye                               | Sombra do Vento                   | Episódio: "The Vision"                       |
| 1994      | Highlander                            | Sean                              | Episódio: "The Lamb"                         |
| 1994      | ReBoot                                | Enzo Matrix / Slimey Goober (Voz) | 11 episódios (1994-1997)                     |
| 1995      | Are You Afraid of the Dark?           | Hank Williamson                   | Episódio: "The Tale of Train Magic"          |
| 1995      | Are You Afraid of the Dark?           | Jason                             | Episódio: "The Tale of C7"                   |
| 1995      | The Outer Limits                      | Jason Stewart                     | Episódio: "Dark Matters"                     |
| 1996      | Two                                   | Sam                               | Episódio: "No Man's Land"                    |
| 1996      | Billy the Cat                         | Billy (voz)                       | Série de TV                                  |
| 1997      | Poltergeist: The Legacy               | Peter Hoth                        | Episódio: "Mind's Eye"                       |
| 1997      | Mummies Alive!                        | Voz Adicional                     | Episódio: "Pack to the Future"               |
| 1997      | Honey, I Shrunk the Kids: The TV Show | Howard                            | Episódio: "Honey, You're Living in the Past" |
| 1997      | The Outer Limits                      | Sean Tenzer                       | Episódio: "Feasibility Study"                |
| 1998      | Stories from My Childhood             | (Voz)                             | Episódio: "The Wild Swans"                   |
| 1999      | Stargate SG-1                         | Tenente J. Hibbard                | Episódio: "Rules of Engagement"              |
| 1999      | Cold Squad                            | Malcolm Steeves                   | Episódio: "Pretty Fly for a Dead Guy"        |
| 2000      | Level 9                               | Zero                              | Episódio: "The Programmer"                   |
| 2001      | So Weird                              | Roland Cunningham                 | Episódio: "Babel"                            |
| 2001      | The Outer Limits                      | Jason Stewart                     | Episódio: "Abduction"                        |
| 2001      | Dark Angel                            | Bullett / X6                      | Episódio: "Bag 'Em"                          |
| 2001      | Just Deal                             | Kyle                              | Episódio: "School Prayer"                    |
| 2001      | Mary-Kate and Ashley in Action        | (Voz)                             | 4 episódios (2001-2002)                      |
| 2002      | Mysterious Ways                       | Jimmy Miller                      | Episódio: "Logan Miller"                     |
| 2002      | Jeremiah                              | Neal                              | Episódio: "The Touch"                        |
| 2002      | Beyond Belief: Fact or Fiction        | Gary                              | Episódio: "The Vigil"                        |
| 2002      | The Twilight Zone                     | Logan Agar                        | Episódio: "Evergreen"                        |
| 2002      | John Doe                              | Lewis Evans                       | Episódio: "Low Art"                          |
| 2002      | The Dead Zone                         | Scott                             | Episódio: "Enemy Mind"                       |
| 2004      | Tru Calling                           | Matt Baxter                       | Episódio: "Rear Window"                      |
| 2005      | Into the West                         | Cavaleiro                         | Episódio: "Dreams and Schemes"               |
| 2005      | Trollz                                | Coal (Voz)                        | 5 episódios (2005-2006)                      |
| 2005      | The Collector                         | Ty Kandinski                      | 4 episódios (2005-2006)                      |
| 2006      | Alice, I Think                        | Aubrey                            | Episódio: "Aubrey"                           |
| 2006      | The Dead Zone                         | Josh Blake                        | Episódio: "Articles of Faith"                |
| 2006      | Whistler                              | Quinn McKaye                      | 26 episódios (2006-2007)                     |
| 2008      | The Andromeda Strain                  | Jeff Megan                        | Episódio: "1.1"                              |
| 2012      | Continuum                             | Shane Mathers                     | Episódio: "Matter of Time"                   |
| 2013      | Cedar Cove                            | Ian Rendall                       | Episódio: "Piloto"                           |
| 2014      | Arctic Air                            | Hank                              | Episódio: "On the Edge"                      |
| 2017      | The Good Doctor                       | Kevin Wilks                       | Episódio: "Point Three Percent"              |
| 2018      | The Hollow                            | Skeet (Voz)                       | 4 episódios                                  |